# Non-Juror
Als Non-Juror oder Nonjuror (deutsch: „Nicht-Schwörer“) werden die Anhänger einer strengen Auslegung der anglikanischen Kirchen- und Staatsvorstellung im Gefolge der Glorious Revolution 1688/89 in England bezeichnet. Der Erzbischof von Canterbury und weitere Bischöfe weigerten sich aufgrund ihrer Vorstellung von Gottesgnadentum, den Treueid auf den neuen König Wilhelm III. zu leisten. Sie fühlten sich weiterhin durch ihre Treueide gebunden, die sie auf Jakob II. und seine Nachfolger geleistet hatten. Aus ihrer Sicht war der gültige Episkopat Wesensmerkmal der Kirche, und ihre eigene Gemeinschaft deshalb die Fortsetzung der Church of England.
Zudem rekrutierten sich aus ihren Reihen zahlreiche aktive Jakobiten, d. h. Anhänger der exilierten Stuartdynastie. Nach dem Tod der ersten Generation (um 1720) traten die Non-Jurors immer weniger in Erscheinung. Als Jakob II. 1701 starb, waren die Non-Jurors uneinig, ob sie in die englische Staatskirche zurückkehren sollten, ebenso nach dem Tod von Charles Edward Stuart. Als die Thronfolge 1714 an das Haus Hannover überging, wurden alle schottischen Bischöfe zu Non-Jurors.

## Geschichte

### Bischofsweihen
Dass neun Bischöfe den Eid verweigerten, bedeutet, dass die Church of England ein Drittel des Episkopats verlor. Am 1. August 1689 wurden sie vom Parlament suspendiert. Drei Bischöfe starben, bevor die Amtsenthebung in Kraft trat. Die übrigen sechs zogen sich teils ins Privatleben zurück, teils nahmen sie eine aktive Haltung ein, gründeten eigene Gemeinden und setzten ihre eigene Sukzessionslinie unabhängig von der Staatskirche fort. Dieser Gruppe von Bischöfen schlossen sich etwa 300–400 Gemeindepfarrer und einige Tausend Laien an. Zunächst übertrug William Sancroft am 9. Februar 1692 seine erzbischöflichen Befugnisse auf William Lloyd; 1694 wurden George Hickes und Thomas Wagstaffe im Geheimen zu Titularbischöfen von Thetford und Ipswich geweiht; die Erlaubnis hierzu (congé d’élire) hatte Jakob II. im Exil erteilt. Hickes trat nach dem Tod Lloyds (Januar 1710) dessen Nachfolge an und weihte 1713 drei weitere Bischöfe: Jeremy Collier, Samuel Hawes und Nathaniel Spinckes. Thomas Ken dagegen, der aus der Gruppe der neun Eidesverweigerer am längsten lebte, erklärte die Spaltung der Kirche mit dem Tod Lloyds für beendet, erzielte 1700 eine Übereinkunft mit dem Erzbischof von Canterbury, Thomas Tenison, und kehrte mit einem Teil der Non-Jurors in die Staatskirche zurück.
Die Non-Jurors bildeten eine eigenständige Glaubensgemeinschaft, die aufgrund der intellektuellen Kapazitäten ihrer Mitglieder über einige Jahrzehnte eine Art „schlechtes Gewissen“ für die anglikanische Staatskirche darstellte. Zurückgedrängt ins Privatleben, entfalteten sie eine rege literarische Tätigkeit, in der sie das Recht des Parlaments hinterfragten, in kirchliche Belange unter Bruch des Kirchenrechts einzugreifen. Die vom Parlament ernannten Bischöfe seien „Nicht-Bischöfe“. Theologisch zwar dem Katholizismus nahestehend, lehnten die Non-Jurors die Transsubstantiationslehre und die Realpräsenz ab; politisch befürworteten sie die Aufnahme verfolgter (calvinistischer) Hugenotten.

### Kontakte zur Orthodoxie
Als Bischof setzte sich Jeremy Collier ab 1716 für eine Vereinigung der von den Non-Jurors repräsentierten Church of England mit der Orthodoxen Kirche ein. Der russische Kaiser Peter der Große stellte die Verbindung zu den orthodoxen Kirchen in Griechenland, Russland und Ägypten her. Das implizierte, dass die Non-Jurors sich einem Patriarchat unterstellen mussten, und da das Patriarchat von Rom für sie inakzeptabel war, ordneten sie sich dem griechisch-orthodoxen Patriarchat von Jerusalem zu. Jerusalem lag auch deshalb nahe, weil die Non-Jurors bei den Ursprüngen des Christentums anknüpfen wollten. Es blieben aber auch Punkte, in denen sie mit der Orthodoxie nicht übereinstimmten:
- Die Canones der Ökumenischen Konzilien, obwohl hoch zu schätzen, hatten für sie nicht die Autorität der Bibel.
- Die Gottesgebärerin Maria sollte nicht in einer Weise verehrt werden, die nur Gott zukomme.
- Die Anrufung von Heiligen und Engeln sei eine Ablenkung von der Ausrichtung auf Jesus Christus.
- Wie die Gläubigen bei der eucharistischen Feier Leib und Blut Christi empfingen, sei ein unergründbares Mysterium.
- Die Bilderverehrung sei für die ungebildeten Christen gefährlich und gebe Juden und Muslimen Anlass zur Kritik.

Trotz dieser fünf Probleme hielten die Non-Jurors in ihrem auf den 18. August 1716 datierten Brief an die zur Synode in Konstantinopel versammelten Patriarchen für möglich, dass in London eine neue Kirche mit dem Titel Concordia gebaut werden könnte, die unter der Jurisdiktion des orthodoxen Patriarchen von Alexandria stehen sollte und in der Gottesdienste für „britische Katholiken“ gefeiert werden könnten. Bei günstiger politischer Entwicklung (d. h. bei der Restauration der Stuart-Herrschaft) sei angestrebt, dass griechische Bischöfe in der St. Paul’s Cathedral die Messe feiern könnten. Der Antwortbrief aus Konstantinopel war von Patriarch Chrysanthos von Jerusalem verfasst und mitunterzeichnet vom Ökumenischen Patriarchen Jeremias III. und dem Patriarchen Samuel von Alexandria. Höflich, aber bestimmt, wurde die orthodoxe Theologie für vollkommen und unveränderlich erklärt; „Papisten“ und „Luthero-Calvinisten“ seien Häretiker; zu der letzteren Gruppe wurden auch die Non-Jurors ihrer Herkunft nach gerechnet. Dieser Brief kam aber erst im Herbst 1721 in London an. Die Non-Jurors orientierten sich nun (Mai 1722) in Richtung auf die russische Kirche, wo man größere Gesprächsbereitschaft erhoffte. Der Heiligste regierende Synod nahm den Brief aus London freundlich auf und regte im Februar 1724 an, dass die Londoner für weitere Verhandlungen zwei Gesandte nach Russland schicken sollten. Die Non-Jurors bestimmten diese beiden Theologen, schrieben aber, dass sich ihre Abreise aus persönlichen Gründen bis ins nächste Jahr verzögerte. Dadurch scheiterten alle weiteren Pläne, bzw. die Non-Jurors machten keine genaueren Erfahrungen mehr mit der Kirchenpolitik Peters des Großen. Nach dem Tod Peters des Großen Anfang 1725 verliefen die Gespräche im Sande, da seine Witwe Katharina I. daran nicht interessiert war.

### Liturgie
Die Non-Jurors wurden durch interne Spaltungen geschwächt, zum Beispiel über die Frage, ob man anglikanische Gottesdienste in der örtlichen Pfarrkirche besuchen dürfe; die meisten lehnten dies ab und feierten eigene (illegale) Gottesdienste. Bischof Collier erarbeitete gemeinsam mit Thomas Brett und T. Deacon eine neue Agende, die sich teilweise auf die Alt-Jerusalemer Liturgie und die Göttliche Liturgie, und teilweise auf das Book of Common Prayer in der Fassung von 1549 stütze. Dieses Communion Office von 1718 beeinflusste die schottischen Liturgien von 1764 und 1929. Es wurde aber nicht allgemein in Gebrauch genommen, vielmehr teilten sich die Non-Jurors in eine Gruppe, die nach dieser Agende feierte (die Usagers) und eine Gruppe, die sie ablehnte (Non-Usagers), ein Schisma, das 1732 überwunden wurde. Die Kennzeichen der von Collier, Brett und Deacon entwickelten Agende waren:
- Mischen des eucharistischen Weins mit Wasser;
- Gebet für die Toten;
- Gebet um Herabkunft des Heiligen Geistes auf Brot und Wein während der Eucharistiefeier (Epiklese);
- Oblationsgebet.

### Marginalisierung
Die reguläre Sukzessionslinie endete mit dem Tod von Robert Gordon (1779). Er wurde am 11. Juni 1741 von den Bischöfen Thomas Brett, Timothy Mawman und George Smith geweiht. Während seines langen Episkopats war er ein radikaler Jakobit, dem die Seelsorge inhaftierter politischer Gesinnungsgenossen wichtig war. 1770 leitete er die letzte Non-Juror-Gemeinde in London in Theobald’s Court, die nach seinem Tod von einem letzten Priester bis zu dessen Tod 1782 versorgt wurde und danach, Gordons Wunsch entsprechend, zu einer extradiözesanen Gemeinde der Scottish Episcopal Church umgewandelt wurde. Die kleine Gemeinde, die sich dort versammelte, war politisch radikal jakobitisch, während die Scottish Episcopal Church einen Kurs der Annäherung an die Church of England verfolgte. Daher ließ sie die Pfarrstelle vakant, wodurch die letzten Londoner Non-Jurors noch weiter marginalisiert wurden. Nach 1788 verliert sich ihre Spur. Eine irreguläre Sukzessionslinie wurde weitergeführt bis zu Charles Booth, der 1805 verstarb. Zu diesem Zeitpunkt waren die Non-Jurors in der Öffentlichkeit kaum mehr wahrnehmbar.
In Manchester hielt sich bis ins frühe 19. Jahrhundert eine Non-Juror-Gemeinde.

## Liste bekannter Non-Jurors
| Bild | Name              | Titel                       | Bemerkungen |
| ---- | ----------------- | --------------------------- | --- |
|      | William Sancroft  | Erzbischof von Canterbury   | Anführer der Sieben Bischöfe, die sich 1688 weigerten, die Declaration of Indulgence von der Kanzel zu proklamieren und damit gegenüber Katholiken und Dissenters Toleranz zu üben. Er wurde deshalb im Tower inhaftiert. |
|      | Thomas Cartwright | Bischof von Chester         | Cartwright war ein extremer Unterstützer Jakobs II., was kirchenpolitisch enge Kontakte mit römisch-katholischen Klerikern implizierte. Ihm blieb daher nach dem Sturz Jakobs II. kaum eine andere Wahl, als ihm ins Exil zu folgen. Starb, bevor die Amtsenthebung in Folge der Eidesverweigerung wirksam wurde.                                                              |
|      | Robert Frampton   | Bischof von Gloucester      | Einer der Sieben Bischöfe; als einziger von ihnen nicht inhaftiert, zeigte seine Solidarität, indem er sie im Gefängnis besuchte. Als Non-Juror gemäßigt, missbilligte die von Sancroft vorgenommenen Bischofsweihen. |
|      | Thomas Ken        | Bischof von Bath und Wells  | Einer der Sieben Bischöfe. Als Non-Juror gemäßigt, fühlte sich vor allem durch den geleisteten Eid gebunden. Er ist darüber hinaus als Dichter von Morgen- und Abendliedern bekannt. |
|      | John Lake         | Bischof von Chichester      | Einer der Sieben Bischöfe. Starb, bevor die Amtsenthebung in Folge der Eidesverweigerung wirksam wurde. Plötzlich an einem Fieber erkrankt, diktierte er auf dem Sterbebett sein kirchenpolitisches Glaubensbekenntnis. Dieser Text hatte eine kontroverse Pamphletliteratur zur Folge.                                                                                        |
|      | William Lloyd     | Bischof von Norwich         | Als nach der Niederlage der englischen Marine bei Beachy Head (Juni 1690) eine Invasion befürchtet wurde, griff ein Mob Lloyds Londoner Haus an; er musste mit seiner Familie in den Temple fliehen. Als Non-Juror stand er dem Erzbischof Sancroft nahe, der ihn zum Nachfolger bestimmte. Er lehnte zeitlebens jede Übereinkunft mit der Staatskirche ab.                    |
|      | William Thomas    | Bischof von Worcester       | Starb, bevor die Amtsenthebung in Folge der Eidesverweigerung wirksam wurde. |
|      | Francis Turner    | Bischof von Ely             | Einer der Sieben Bischöfe. In dem Machtvakuum nach Jakobs Flucht versuchte er mit dem Earl of Rochester, eine provisorische Regierung von Peers zu bilden. Jakob sei zwar, da katholisierend, für den Thron ungeeignet, der aber der Stuart-Dynastie verbleibe. Nach dem gescheiterten Anschlag auf Wilhelm III. lebte er als Mitwisser im Untergrund, zeitweise außer Landes. |
|      | Thomas White      | Bischof von Peterborough    | Einer der Sieben Bischöfe. Er war 1694 der Gastgeber bei der geheimen Weihe eines Non-Juror-Bischofs. Nach seinem Tod in London (29. Mai 1698) wurde er in der St. Paul’s Cathedral beigesetzt. |
|      | Jeremy Collier    | Bischof der Non-Jurors      | Theaterkritiker; Autor politischer Pamphlete. Als Bischof Förderer einer Union mit der Orthodoxie. |
|      | Charles Jennens   |                             | Grundbesitzer, Kunstsammler und Musikmäzen. Bedeutender Unterstützer der Non-Jurors und Jakobiten. |
|      | Samuel Pepys      | Staatssekretär im Marineamt | Tagebuchautor und Chronist |